# Parallelia septentrionis
Parallelia septentrionis är en fjärilsart som beskrevs av Gustaaf Hulstaert 1924. Parallelia septentrionis ingår i släktet Parallelia och familjen nattflyn. Inga underarter finns listade i Catalogue of Life.